# Altar, Mexiko
Altar är en ort i Mexiko.   Den ligger i kommunen Altar och delstaten Sonora, i den nordvästra delen av landet, 1 800 km nordväst om huvudstaden Mexico City. Altar ligger 420 meter över havet och antalet invånare är 6 193.
Terrängen runt Altar är huvudsakligen platt, men åt sydost är den kuperad. Terrängen runt Altar sluttar västerut.  Trakten runt Altar är nära nog obefolkad, med mindre än två invånare per kvadratkilometer. Altar är det största samhället i trakten. Omgivningarna runt Altar är i huvudsak ett öppet busklandskap.